# Protesty v Gruzii 2024
Protesty v Gruzii vypukly 28. října 2024 po oznámení výsledků parlamentních voleb, ve kterých zvítězila strana Gruzínský sen. Opozice označila tyto volby za zmanipulované. Na konci listopadu vypukla nová vlna protestů, způsobená rozhodnutím vlády přerušit až do roku 2028 přístupová jednání s Evropskou unií.

## Povolební situace
Prezidentka Gruzie Salome Zurabišviliová označila volby za „ruskou speciální operaci“ a vybídla Gruzínce, aby proti výsledkům voleb protestovali. K protestům vyzýval také bývalý gruzínský prezident Michail Saakašvili. Demonstrací v Tbilisi se účastnily desetitisíce lidí.
Opoziční strana Koalice za změnu, která v parlamentních volbách získala 11 %, se odmítla ujmout poslaneckých mandátů.
K dalším protestům došlo 25. listopadu, při první schůzi nového parlamentu.
Prezidentka také oznámila, že chce zůstat ve funkci i po skončení mandátu. Parlament, který se má účastnit volby jejího nástupce, není podle ní legitimní.

## Nová vlna protestů
Na konci listopadu vypukla nová vlna protestů, způsobená rozhodnutím vlády přerušit až do roku 2028 přístupová jednání s Evropskou unií. Tyto protesty se konaly v Tbilisi a Batumi. Během prvních pěti dnů protestů bylo zadrženo téměř 300 lidí a 37 lidí bylo zraněno.
Na protest proti rozhodnutí vlády se vzdalo své funkce několik gruzínských velvyslanců (např. velvyslankyně v ČR Tea Maisuradzeová). Litva, Lotyšsko a Estonsko mezitím zavedly sankce na některé gruzínské představitele kvůli policejnímu násilí při demonstracích.
Parlament také stanovil datum prezidentských voleb v Gruzii na 14. prosince 2024. Po ústavní reformě z roku 2017 již prezident není volen v přímých volbách, ale prostřednictvím 300členného volebního kolegia, které zahrnuje všech 150 poslanců, všechny zástupce nejvyšších rad autonomních republik Abcházie a Adžárie a místní orgány. Gruzínský sen, který má ve volebním kolegiu většinu, nominoval na post prezidenta Michaila Kavelašviliho, člena své spojenecké strany Lidová moc. Zurabišviliová, poslední prezidentka zvolená v přímých volbách, odmítla legitimitu současného parlamentu a prohlásila, že neodstoupí z funkce prezidentky „dokud nebude zvolen legitimní parlament, který legitimně zvolí [náhradu]“. Kobachidze na to reagoval slovy: „Samozřejmě, že 29. prosince bude muset odejít.“